# Hugh Nelson (homme politique australien)
Pour les articles homonymes, voir Hugh Nelson.
Hugh Muir Nelson (31 décembre 1835 - 1er janvier 1906) a été premier ministre du Queensland de 1893 à 1898. 

## Biographie
Son père, William Lambie Nelson, a été élu au premier parlement du Queensland en 1860 mais il n'a pu siéger car il était ministre du culte. 
Hugh Nelson est né à Kilmarnock, en Écosse. Il a fait ses études secondaires au lycée d'Édimbourg puis a commencé ses études supérieures à l'université d'Édimbourg. Il a dû les interrompre quand il est parti avec son père au Queensland en 1853 et s'est installé à Ipswich. Il travailla d'abord dans une maison de commerce, puis dans une ferme à environ dix kilomètres d'Ipswich. Il s'installa ensuite dans les Darling Downs pour diriger une propriété, et en 1870, épousa Janet, une fille de Duncan McIntyre.
Il reprit ensuite une ferme dans la région de Dalby et, en 1880, quand l'état fut découpé en zones d'administration locales, il fut élu membre du conseil pour la zone de Wambo. Sa forte personnalité, son intelligence et sa culture lui valurent d'être nommé président du conseil. Il fut élu à l'Assemblée législative pour la circonscription des Northern Downs en 1883 et, en 1887, après le redécoupage des circonscriptions, il fut élu à Murilla. En juin 1888, il devint ministre des chemins de fer dans le gouvernement McIlwraith et occupa le même poste lorsque Boyd Morehead succéda à McIlwraith. Lorsque Griffith devint premier ministre, Nelson fut élu chef de l'opposition, mais quand Griffith démissionna en mars 1893 pour devenir président de la Cour Suprême du Queensland, Nelson forma un gouvernement de coalition avec McIlwraith prenant les portefeuilles de ministre des finances et de vice-premier ministre. En octobre, il devint premier ministre d'un gouvernement qui dura quatre ans et demi. 
Nelson se distingua surtout lorsqu'il fut ministre des Finances au cours de la dépression qui a suivi la crise financière de 1893. Lorsque le gouvernement de Byrnes fut formé en avril 1898, Nelson devint président du Conseil législatif et, en 1903, vice-gouverneur, postes pour lesquels il était parfaitement adapté en raison de sa prestance, de son tact et de ses bonnes manières. Il mourut à Toowoomba le 1er janvier 1906. 